# شينغو اينو
شينغو اينو (باليابانية: 井上真悟؛ بالكانا: いのうえ しんご) هو عداء ألتراماراثون ‏ ياباني، ولد في 27 سبتمبر 1980 في هاتشيؤوجي في اليابان.

## وصلات خارجية
- الموقع الرسمي
- شينغو اينو على موقع رابطة إحصائيات سباق الطريق (الإنجليزية)